# Московский областной научно-исследовательский клинический институт имени М. Ф. Владимирского
Государственное бюджетное учреждение здравоохранения Московской области «Московский областной научно-исследовательский клинический институт им. М. Ф. Владимирского» (сокр. ГБУЗ МО МОНИКИ им. М. Ф. Владимирского) — крупный многопрофильный лечебно-профилактический, а также научно-учебный комплекс в Москве.

## История
- 1772 — противочумный карантин.
- 1775 —  Екатерининская больница. Больница открылась 19 июня 1776 года (по указу 12 августа 1775 года) на малонаселённой окраине Москвы, на 3-й Мещанской улице. Ранее неё, для гражданского населения в Москве была в 1763 году учреждена только Павловская больница (ныне 4-я Градская). Екатерининская больница сначала размещалась в 13 отдельных деревянных зданиях. Она имела 150 кроватей, богадельню на 100 человек, работный дом для мужчин, инвалидный дом для бывших военнослужащих. Затем в различных районах Москвы стали создаваться филиалы (отделения) Екатерининской больницы, которые позже выделились в самостоятельные лечебные учреждения: Ново-Екатерининское, Мясницкое, Яузское, Басманное, Преображенское и другие. Комплекс исторических зданий больницы является объектом культурного наследия регионального значения. 
 Объект культурного наследия народов РФ регионального значения. Рег. № 771921325050005 (ЕГРОКН). Объект № 7731101000 (БД Викигида)
- 1835 — Старо-Екатерининская больница. После того, как организованная на Страстном бульваре у Петровских ворот больница (теперь — 24-я городская), отделилась от Екатерининской и получила название Ново-Екатерининской, прежняя стала называться Старо-Екатерининской.
- 1890 — в гинекологическом корпусе Старо-Екатерининской больницы (сейчам корпус № 13) открыли родильный приют всего на 7 коек. В этом отделении впервые в Москве в 1896 году профессором Дмитрием Вигилевым была оказана оперативная помощь, которая сейчас называется «кесарево сечение».
- 1906 — открыто ещё два филиала родильного приюта
- 1907 — родильные приюты были объединены в одно учреждение «Городской родильный дом при Старо-Екатерининской больнице».
- 1908 — на денеги семьи Морозовых были построены 2 этажа нового корпуса родильного дома.
- 1910 — на пожертвования меценатов было построено трехэтажное здание с главным входом со стороны 3-й Мещанской улицы, которое получило название «Родильный дом имени Морозовых при Старо-Екатерининской больнице» (сейчас 9-й корпус № 6). Со временем его название изменилось: в 1924-м роддом был переименован в «Пролетарский родильный дом». С 1936 года он продолжал действовать уже как городской роддом №8 Дзержинского района Москвы[2].
- 1923 — Московский клинический институт (МКИ)
- 1931 — Московский областной клинический институт (МОКИ — МОКИ МедВУЗ).
- 1943 — Московский областной научно-исследовательский клинический институт (МОНИКИ)
- 2012 — Государственное бюджетное учреждение здравоохранения Московской области Московский областной научно-исследовательский клинический институт (ГБУЗ МО МОНИКИ).[3]

## Отделения[4]

### Терапевтические отделения
- Детское неврологическое отделение
- Неврологическое отделение для взрослых
- Отделение гастроэнтерологии
- Отделение гепатологии КДО
- Отделение гипербарической оксигенации
- Отделение дерматовенерологии, дерматоонкологии
- Отделение клинической гепатологии и иммунотерапии
- Отделение профпатологии и ВТЭ
- Отделение терапевтической эндокринологии
- Отделение физиотерапии и реабилитации
- Педиатрическое отделение
- Радиологическое отделение
- Терапевтическое отделение  № 1 (отдел хирургии сердца и сосудов)

### Хирургические отделения
- Ангиографическое отделение
- Кардиохирургическое отделение
- Кардиохирургическое отделение для взрослых для больных с нарушением ритма сердца
- НПЦ Видеоэндоскопическая и малоинвазивная хирургия
- Неврологическое отделение
- Отдел оперативной нефрологии и хирургической гемокоррекции
- Отдел абдоминальной хирургии
- Отделение анестезиологии-реанимации
- Отделение гемодиализа с дневным стационаром
- Отделение детской реанимации
- Отделение детской хирургии
- Отделение нейрохирургии и нейроонкологии
- Отделение переливания крови
- Отделение перитонеального диализа
- Отделение реанимации и интенсивной терапии
- Отделение сосудистой хирургии
- Отделение травматологии и ортопедии
- Отделение хирургической эндокринологии
- Отделение челюстно-лицевой хирургии
- Оториноларингологическое отделение
- Офтальмологическое отделение
- Урологическое отделение
- Хирургическое отделение (гемокоррекции и диализа) отдела трансплантологии, нефрологии и хирургической гемокоррекции
- Хирургическое отделение (трансплантологии) отдела трансплантологии, нефрологии и хирургической гемокоррекции
- Онкологическое отделение хирургических методов лечения
- Хирургический Центр координации органного донорства и трансплантологии
- Эндоскопическое отделение

### Лабораторно-диагностические отделения
- Биохимическая лаборатория
- Клинико-диагностическая лаборатория
- Лаборатория диагностики СПИД и вирусных гепатитов
- Лаборатория клинической иммунологии
- Лаборатория клинической иммунологии и тканевого типирования
- Лаборатория клинической микробиологии
- Лаборатория медико-физических исследований

## Многопрофильность[5]
| - Гастроэнтерология - Гемодиализ - Дерматология - Кардиология - Неврология | - Нейрохирургия - Онкология - Оториноларингология - Ортопедия - Офтальмология | - Педиатрия - Урология - Хирургия - Эндокринология |